# Zdislavský Špičák
Zdislavský Špičák (688 m n. m., německy Spitzberg) je vrch v okrese Liberec Libereckého kraje. Leží asi 1,5 km severovýchodně od obce Zdislava na příslušném katastrálním území a území obce Kryštofovo Údolí. Je součástí Přírodního parku Ještěd.

## Geomorfologické zařazení
Vrch náleží do celku Ještědsko-kozákovský hřbet, podcelku Ještědský hřbet, okrsku Kryštofovy hřbety, podokrsku Vápenný hřbet a části Zdislavskošpičácký hřbet.

## Přístup
Automobilem lze nejblíže přijet do Zdislavy. Přes vrchol vede červená turistická značka.